# Malassezia
Malassezia, in precedenza conosciuto come Pityrosporum, è un genere di funghi che vivono sulla pelle di numerosi animali, incluso l'uomo ed occasionalmente causa di infezioni opportunistiche.

## Tassonomia
A causa di numerosi cambiamenti nella loro nomenclatura, si è sviluppata una forte confusione nella classificazione di questo genere di lieviti. Il loro studio è reso ancor più complicato dal fatto che si replicano con estrema difficoltà nelle colture in laboratorio rendendo più difficile il processo di classificazione.
Il genere Malassezia fu originariamente descritto dallo scienziato francese Louis-Charles Malassez nel XIX secolo, mentre nel 1904 Raymond Sabouraud identificò un microorganismo causa della forfora che chiamò Pityrosporum malassez in onore di Malassez.
Durante il XX secolo il genere fu suddiviso in due specie:
- Pityrosporum (Malassezia) ovale, lipido-dipendente e rinvenibile solo sul corpo umano. Questa specie venne poi suddivisa in due specie: Pityrosporum ovale e Pityrosporum orbiculare che vengono però ora considerati una sola specie alla quale ci si riferisce con il nome di Malassezia furfur.
- Pityrosporum (Malassezia) pachydermatis che si rinviene sulla pelle degli animali.

Sebbene esistano ancora numerosi dubbi sulla classificazione di questo genere di lieviti, vengono riconosciute 10 specie:
- Malassezia dermatis
- Malassezia furfur
- Malassezia globosa
- Malassezia nana
- Malassezia obtusa
- Malassezia pachydermatis
- Malassezia restricta
- Malassezia slooffiae
- Malassezia sympodialis
- Malassezia yamatoensis